# 奥摩耶ドライブウェイ
奥摩耶ドライブウェイ（おくまやドライブウェイ）は、兵庫県神戸市灘区六甲山町中一里山と同区摩耶山を結ぶ道路である。県道16号（西六甲ドライブウェイ）と六甲山牧場前の三叉路で接続する。
二輪車は終日、全線で通行できない。

## 沿道の施設
- 神戸市立六甲山牧場
  - 神戸チーズ館
- 穂高湖
- 神戸市立自然の家
- 忉利天上寺
- 摩耶自然観察園
- 掬星台
- 摩耶山

## 路線バス
- 六甲摩耶スカイシャトルバス
- 阪急バス表六甲線

## 接続道路
- 兵庫県道16号明石神戸宝塚線（西六甲ドライブウェイ）